# Doçal de Refóios
Doçal de Refóios ist eine Rotweinsorte, die in Nordportugal verbreitet und in den Regionen von Monção, Braga und Lima im Minho zugelassen ist. Sie wird als Bestandteil im Vinho Verde und für einfache Tafelweine verwendet.
Die ertragsstarke, spätreifende Sorte ergibt rubin- bis granatrote Weine von mäßiger Qualität.
Es gibt auch die Sorten Doçal und Doçal Graudo.
Synonyme: Doce.

## Ampelographische Sortenmerkmale
In der Ampelographie wird der Habitus folgendermaßen beschrieben:
- Die Triebspitze ist offen. Sie ist starkwollig weißlich behaart und mit einem kräftigen karminroten Anflug versehen. Die bereits blasigen Jungblätter sind weißwollig behaart und bronzefarben gefleckt (Anthocyanflecken).
- Die großen, hellgrünen Blätter (siehe auch den Artikel Blattform) sind fünflappig und tief gebuchtet. Die Stielbucht ist bei überlappenden Enden V-förmig geschlossen. Das Blatt ist stumpf gezahnt. Die konvex geformten Zähne sind im Vergleich der Rebsorten mittelgroß. Die Blattoberfläche (auch Spreite genannt) ist blasig derb.
- Die kegelförmige Traube ist groß und mäßig dichtbeerig. Die ellipsenförmigen, kurzen Beeren sind mittelgroß bis groß und von azurblauer Farbe. Die Schale der saftigen Beere ist mäßig dick.